# Capsiceae
Tribu
La tribu des Capsiceae regroupe des plantes de la sous-famille des Solanoideae dans la famille des Solanaceae. 

## Liste des genres
Selon NCBI (27 avr. 2016) :
- genre Capsicum
- genre Lycianthes